# Anticlímax
El anticlímax, del griego anti ('contra, opuesto') y clímax ('punto culminante'), es una figura literaria que consiste en una gradación de términos negativos y opuestos a los evocados durante una primera gradación de términos positivos. 
Permite contradecir por antítesis la primera idea evocada y se utiliza especialmente en los argumentos. Representa, por tanto, una oposición en la misma frase entre dos gradaciones, y pretende producir efectos de simetría que permitan revelar las contradicciones internas de un personaje. Su antónimo es el clímax que se basa en una gradación ascendente.
También puede considerarse un anticlímax en una situación en una trama donde algo que parece difícil de resolver se resuelve a través de algo trivial.

## Escenarios

### Definición lingüística
El anticlímax opera una transformación morfosintáctica por repetición de términos no idénticos: las palabras positivas se contradicen con términos negativos repetidos y enumerados. Se opone a la gradación ascendente (términos cada vez más laudatorios) también llamada clímax. Se la considera como una figura de pensamiento que en realidad articula las dos figuras opuestas; de hecho, el anticlímax no puede existir sin una gradación ascendente. Las dos figuras representan los lados antinómicos de un mismo movimiento argumentativo.

### Definición estilística
En estilística, el anticlímax a veces se toma como el equivalente del bathos y significa un cambio imprevisto del estilo elevado al estilo trivial, a menudo con un destino cómico. Es una aceptación literaria y no una figura retórica.
En el humor moderno, el anticlímax es una forma de broma obtenida de la combinación de un elemento alto, noble y universal con uno bajo, prosaico y particular:

"¡No solo Dios no existe, trata de encontrar un fontanero el fin de semana!"(Woody Allen)

El efecto buscado, desde un punto de vista argumentativo, es mostrar el pensamiento interior de un personaje proclive a decidir entre dos contradicciones (dicotomía) antes de decidirse en sentido contrario. Es en este caso, sobre todo, una figura retórica que encontramos sobre todo en el género dramático: en el teatro clásico, especialmente como en Jean Racine en su Ifigenia. A veces se puede buscar un efecto de simetría, especialmente en poesía, para reproducir el mecanismo de la rima al nivel de las ideas.

## Ejemplos
Es hermoso, hermoso, hermoso, bueno, en realidad, bastante agradable.

"Era un espíritu ingenioso y hábil, perspicaz y perseverante, astuto y tenaz, bueno, para ser honesto, una inteligencia superior y una conciencia sin escrúpulos".

La gradación ascendente de términos positivos de la primera parte de la proposición termina con una gradación descendente de términos negativos que contradicen el retrato de mejora del principio.
El Deus ex machina es una forma de anticlímax, donde una influencia externa invisible y completamente ajena entra en la historia y resuelve el problema central.

## Anticlímax y el clasicismo
Para Dámaso Alonso: "El secreto del anticlímax es enteramente clásico. Es el saber cómo es más eficaz una reducción que un estruendo, es el límite a la palabra que disminuye y calla para dejar vibrando una atmósfera de emoción, un ambiente silencioso y tiernamente conmovido. Es el gran secreto de Horacio; y el gran secreto de fray Luis."